# 保健室

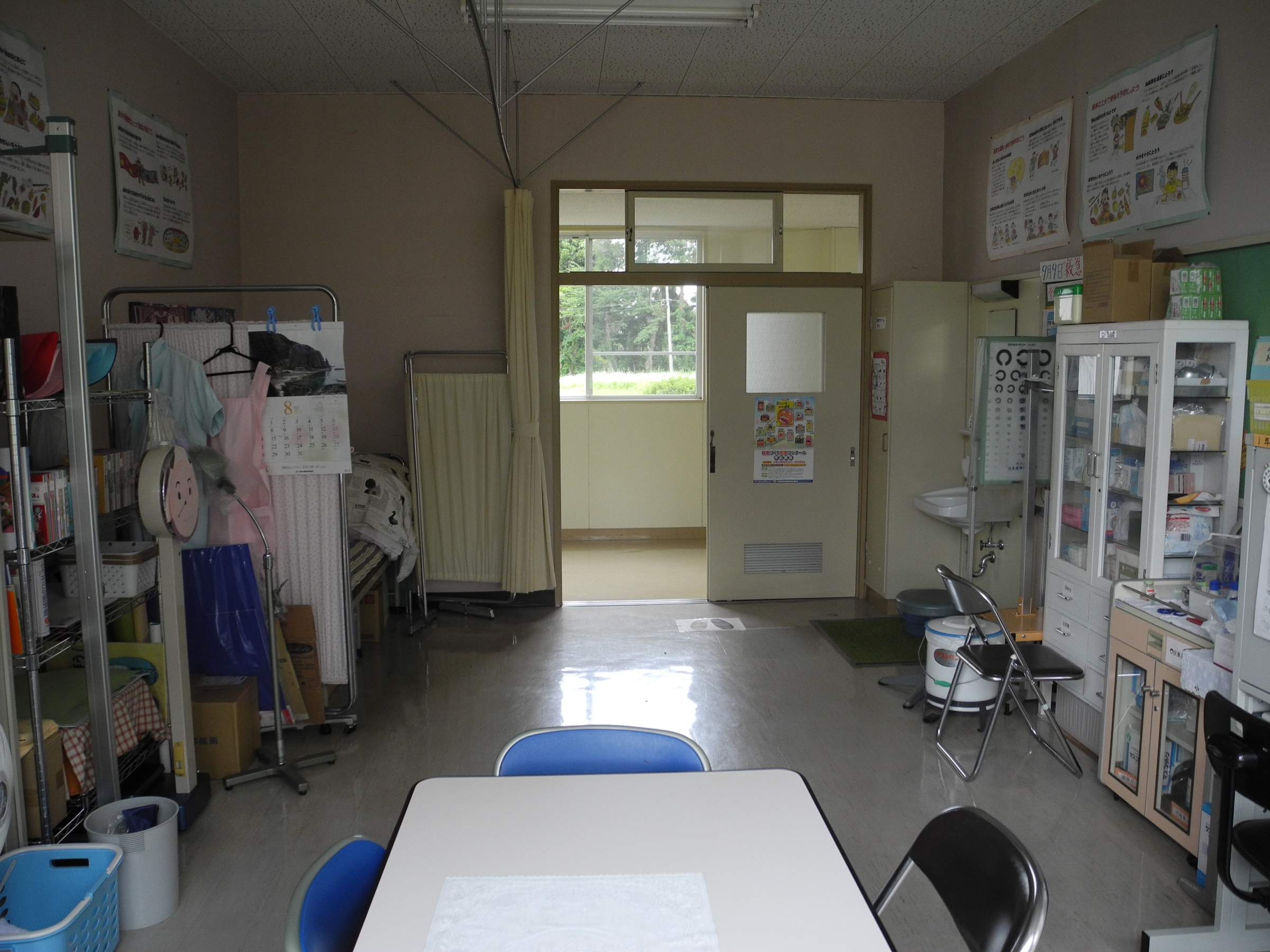
由利本荘市立直根小学校（秋田県、2011年、のちに閉校）

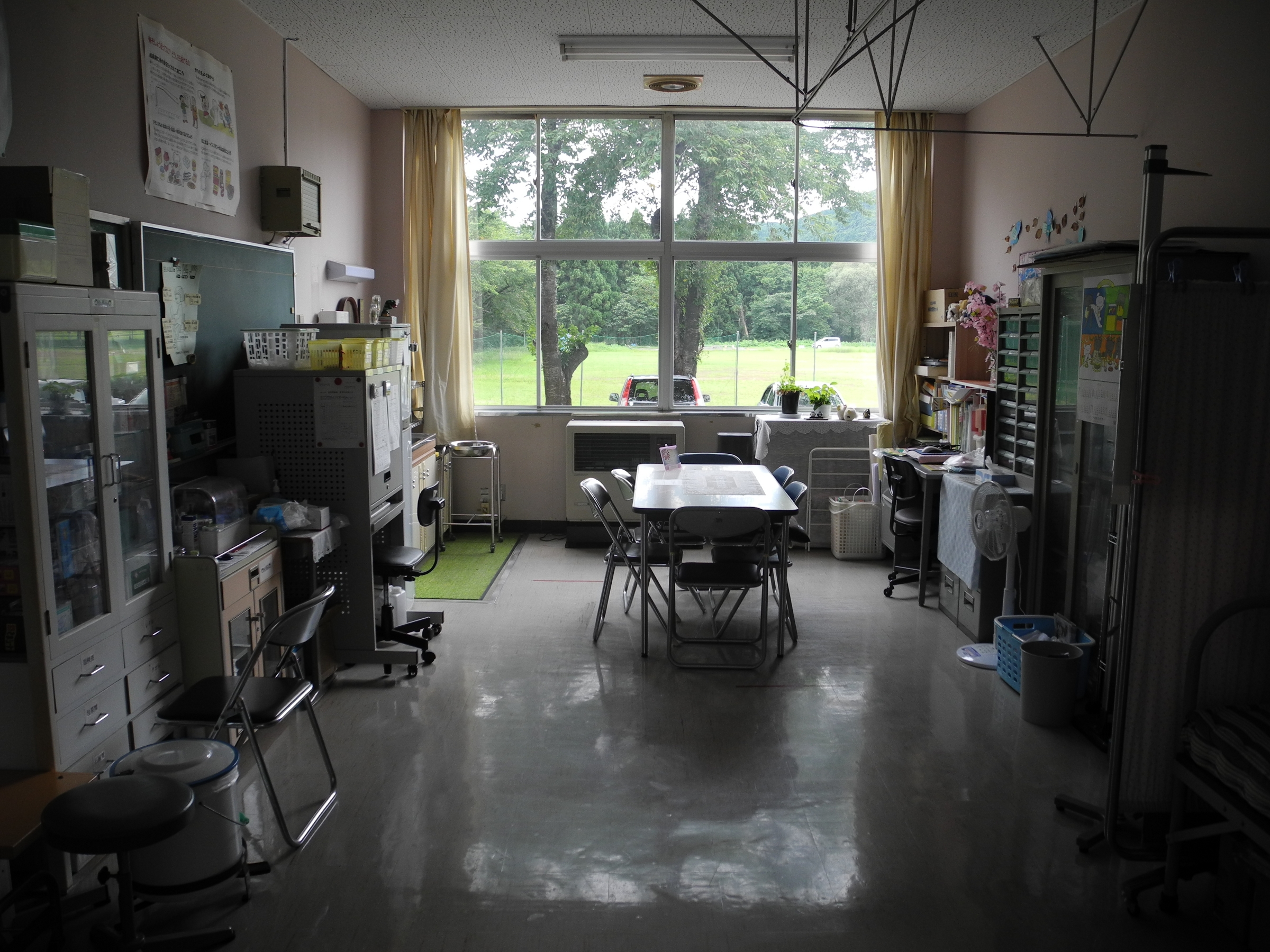
直根小学校

保健室（ほけんしつ）とは、主に学校や会社などの施設内に設置される保健のための部屋である。学校、会社、船などでは医務室、衛生室と呼ばれる。

## 学校の保健室
学校の保健室は学校保健のための施設であり、日本では学校保健安全法（昭和33年法律第56号）の第7条においては、「学校には、健康診断、健康相談、保健指導、救急処置その他の保健に関する措置を行うため、保健室を設けるものとする」と規定されている。
日本において、一部の小学校では「衛生室」とも呼ばれ、大学では「医務室」「保健診療所」「保健センター」「健康科学センター」「保健管理センター」など様々に呼称されている。
一般的に初等教育（小学校における教育など）と中等教育（中学校・高等学校における教育など）を行う学校の保健室には、養護教諭が常駐することが多い。また、学校の保健室には校内における怪我や病気に対応する働きのほか、教育活動・学習活動そのものを補助する働きもあるといわれている。校内における保健衛生知識の普及啓発ステーションでもある。
身体的な理由がないものの教室で学習できない児童・生徒が保健室で時間を過ごすという、「保健室登校」が行われていることもある。
なお、保健室は国によっては一般的ではなく、ネパールでは私立学校を除いて保健室は設置されていない。

### 居場所としての保健室
1998年の中央教育審議会答申で、保健室が子どもたちの「心の居場所」と位置づけられたように、養護教諭は子どもたちへの心理的サポートの役割も担ってきた。多種多様な悩みや辛さを抱える現代の子どもたちにとって、安心してネガティブな言動を出すことができる空間と、それらを積極的に受け止めてくれる人の存在が大切であり、養護教諭も子ども自身が本音を吐き出してもいいと実感できる関係性の構築に努めていく。

### デジタル保健室
メタバースで保健室を開設する取り組みもある。立命館守山中学校・高等学校では直接対面せずとも養護教諭らと相談できるデジタル保健室を開設した。このシステムでは自分のアバターを作ることができ、また匿名で養護教諭や保健室を訪れている他の生徒と会話や相談できる。

## 企業などの保健室
企業などの事業所でも、その雇用人数などにより、従業者・職員の健康管理用の部門が設けられており、学校とは違って「健康管理室」という名称で呼ばれるのが一般的である。保健師・看護師などが常駐し、健康診断の実施や、その他の健康管理の業務に携わっていることが多い。老人福祉施設などでは、利用者の健康管理のための「医務室」が設けられている。

## 船舶の医務室
クルーズ船の医療費は高額となっている。ある程度の治療は可能で、設備によっては、血液検査、レントゲン検査、簡単な外科治療、人工呼吸器などは行えるが、本格的な手術などは陸地へ搬送することとなる。

## 関連文献
- 日本学校保健会『養護教諭の専門性と保健室の機能を生かした保健室経営の進め方』（PDF）2004年3月30日。